# Ninja Gaiden III: The Ancient Ship of Doom
Ninja Gaiden III: The Ancient Ship of Doom, conocido en Japón como Ninja Ryūkenden III: Yomi no Hakobune (忍者龍剣伝III 黄泉の方舟?  trad. "La leyenda de la espada del dragón ninja III: El arca del Hades") es un videojuego de plataformas con scroll lateral desarrollado y editado por Tecmo. La versión original, para la NES fue publicada en Japón, el 26 de junio de 1991, y en Norteamérica, en agosto de 1991, sin aparecer en Europa. Posteriormente fue convertido por Atari para la Atari Lynx apareciendo en 1993 en Norteamérica y Europa, con esta última edición conservando el título norteamericano de Ninja Gaiden III. El juego también fue reeditado en 1995 como parte del recopilatorio Ninja Gaiden Trilogy para Super Nintendo en Japón y Norteamérica. El 18 de febrero de 2008, apareció para la Consola Virtual de Wii en Norteamérica. El título fue diseñado por Masato Kato, que sustituyó a Hideo Yoshizawa, encargado de esa labor en las dos primeras entregas para NES.